# بريسيلا ميتشيل
بريسيلا ميتشيل (بالإنجليزية: Priscilla Mitchell)‏ هي كاتبة غنائية ومغنية أمريكية، ولدت في 18 سبتمبر 1941، وتوفيت في 24 سبتمبر 2014.

## وصلات خارجية
- بريسيلا ميتشيل على موقع IMDb (الإنجليزية)
- بريسيلا ميتشيل على موقع ميوزك برينز (الإنجليزية)
- بريسيلا ميتشيل على موقع ديسكوغز (الإنجليزية)